# .hack//G.U.+
『.hack//G.U.＋』（ドットハックジーユープラス）は、原作：浜崎達也、漫画：森田柚花の漫画。ゲーム『.hack//G.U.』と同時間軸の別物語である。
第1部（1-3巻）は『.hack//G.U.: The World』で連載された。第2部（4-5巻）は月刊『コンプティーク』で連載された。

## ストーリー
2017年、1200万人がプレイする世界最大級のネットゲーム『The World』に、『死の恐怖』と呼ばれるPKKハセヲがいた。彼は、ゲームをプレイ中に意識不明となった志乃を救うため、謎のPC、三爪痕（トライエッジ）を追っていた。

## 概要
全12話というスケジュールによるストーリーの圧縮。ネタバレ（ゲームに先行して連載が始まった）回避のために、基本部分はゲームを踏襲しながらも、ストーリー展開、それにともなうキャラクター設定に相違点がある。また、主要キャラクターのリアルを描いたシーンがある。
当初の予定通り、本編の「再誕」（vol.3終盤のイベント）まで描いた所で終了したが、後に以降の最終決戦のシナリオにあたる部分を再構成し、第二部と言う形で連載された。

## キャラクター
各キャラクターについての詳しい説明は『.hackシリーズの登場人物』あるいは『.hack//G.U. (ゲーム)を参照。
- ハセヲ
- アトリ
- クーン
- 八咫
- エンデュランス
- パイ
- オーヴァン
- 志乃
- シラバス
- ガスパー
- ボルドー
- ネギ丸
- グリン
- 榊
- 松
- 揺光
- 蒼炎のカイト
- アイナ
- 欅

数見（かずみ）
声 - 神谷浩史（.hack//Link）
CC社セキュリティ管理部保安二課に所属している人物。究極AI Auraの再生と八相の碑文によるRA計画の遂行を目的とする。彼と彼の部下のPCはダミー因子を用いた量産型の碑文使いPCを使っているため、紋章砲、紋章神砲（ヴァルドラウチ）という名のデータドレインを使うことができる。

## 単行本
- 浜崎達也・森田柚花『.hack//G.U.+』角川書店〈カドカワコミックス・エース〉
  1. ISBN 4-04-713829-0
  2. ISBN 4-04-713863-0
  3. ISBN 4-04-713906-8
  4. ISBN 4-04-715009-6
  5. ISBN 4-04-715210-2